# Goliath GP 700
Goliath GP700 — це невеликий автомобіль, який вироблявся дочірньою компанією Borgward, Goliath-Werke Borgward & Co, що базується в Бремені, Німеччина, з 1950 по 1957 рік. У 1955 році до GP700 приєднався Goliath GP900 E з більшим двигуном. З 1951 по 1953 рік пропонувалася версія купе, Goliath GP700 Sport. Goliath мав революційний дизайн, який у кількох важливих аспектах вказав шлях для розвитку автомобілів у другій половині 20-го століття.

## Історія

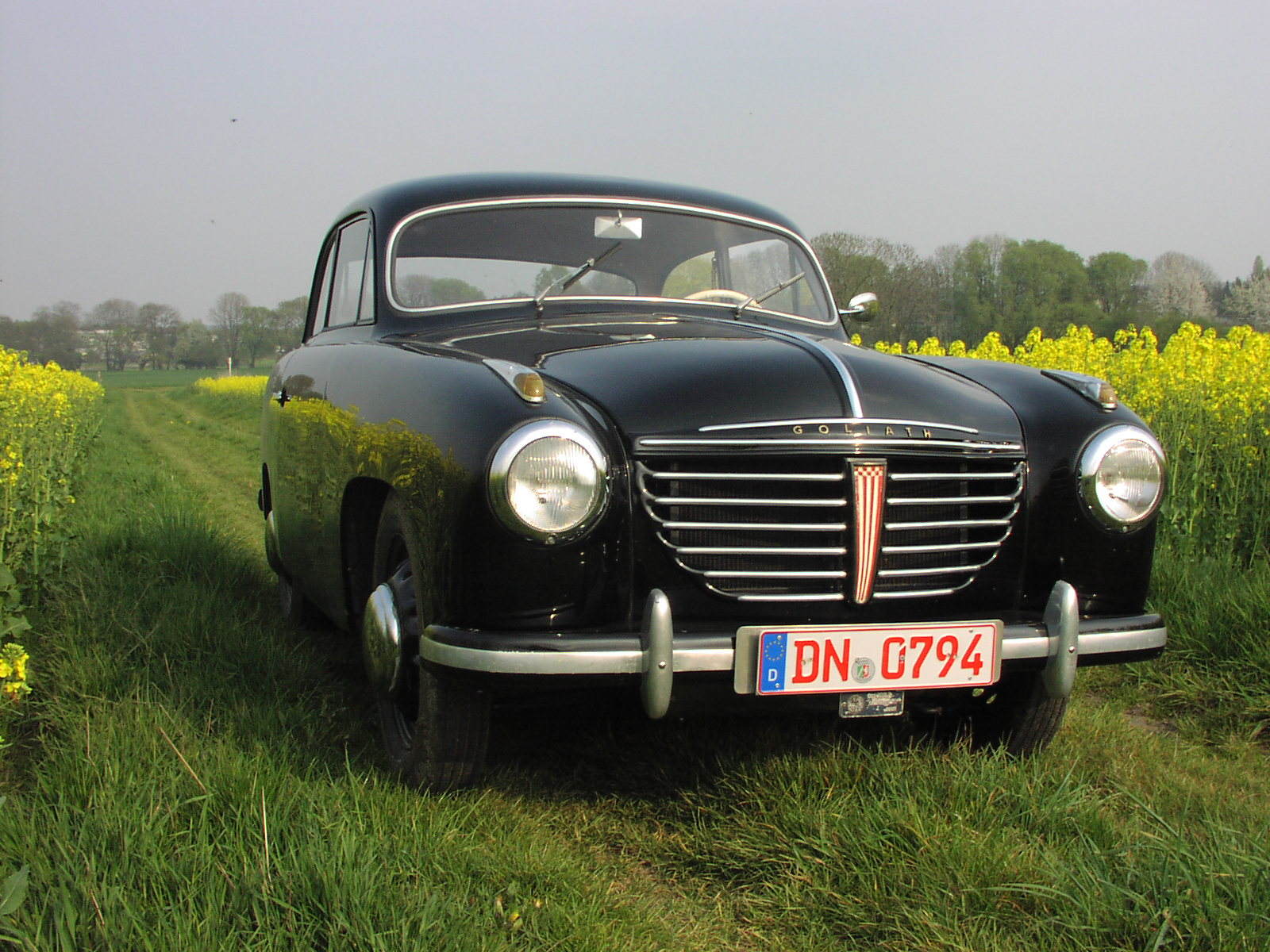
Goliath GP 700 (1953-1955)

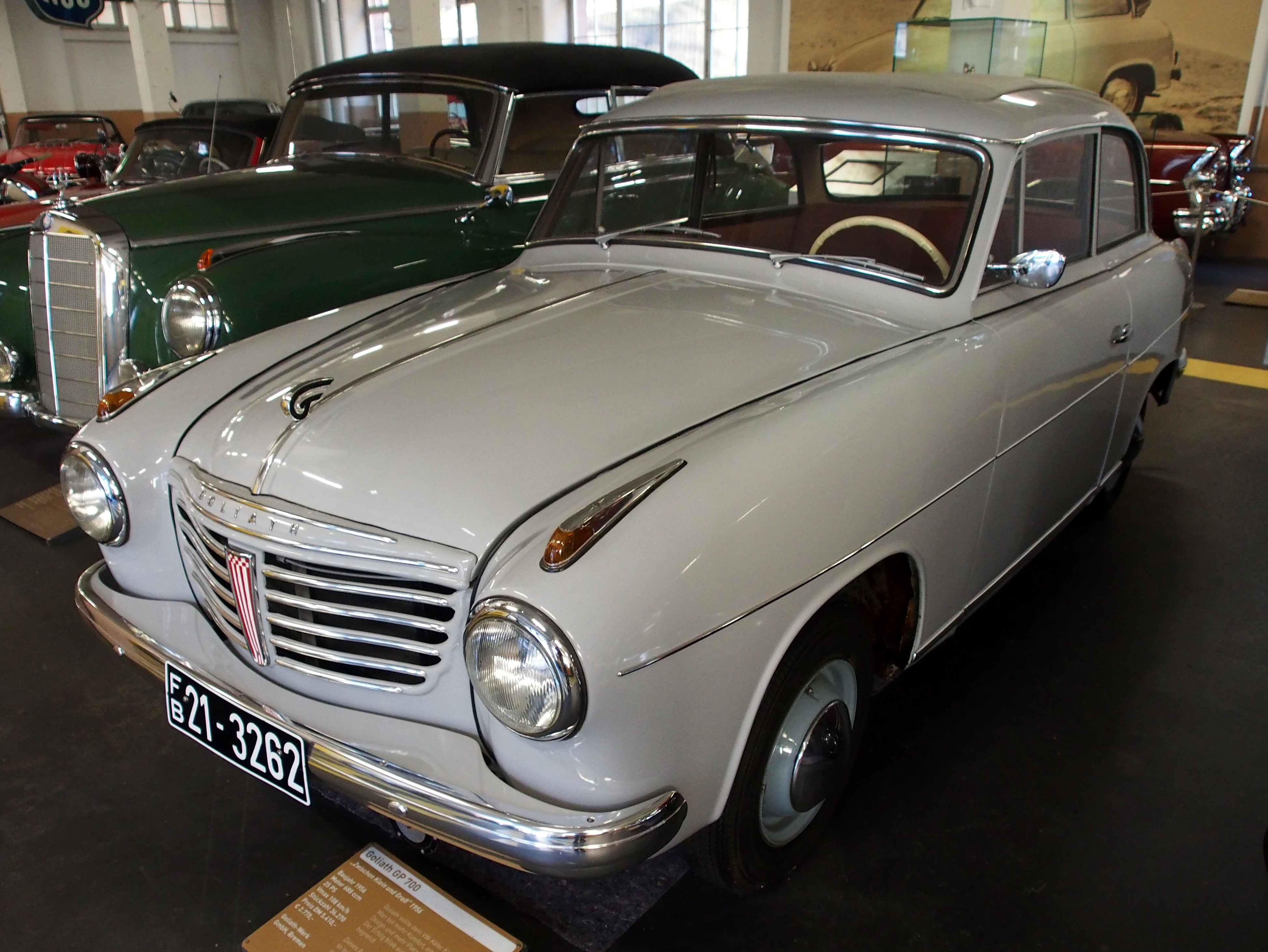
Goliath GP 700 (1956-1957)

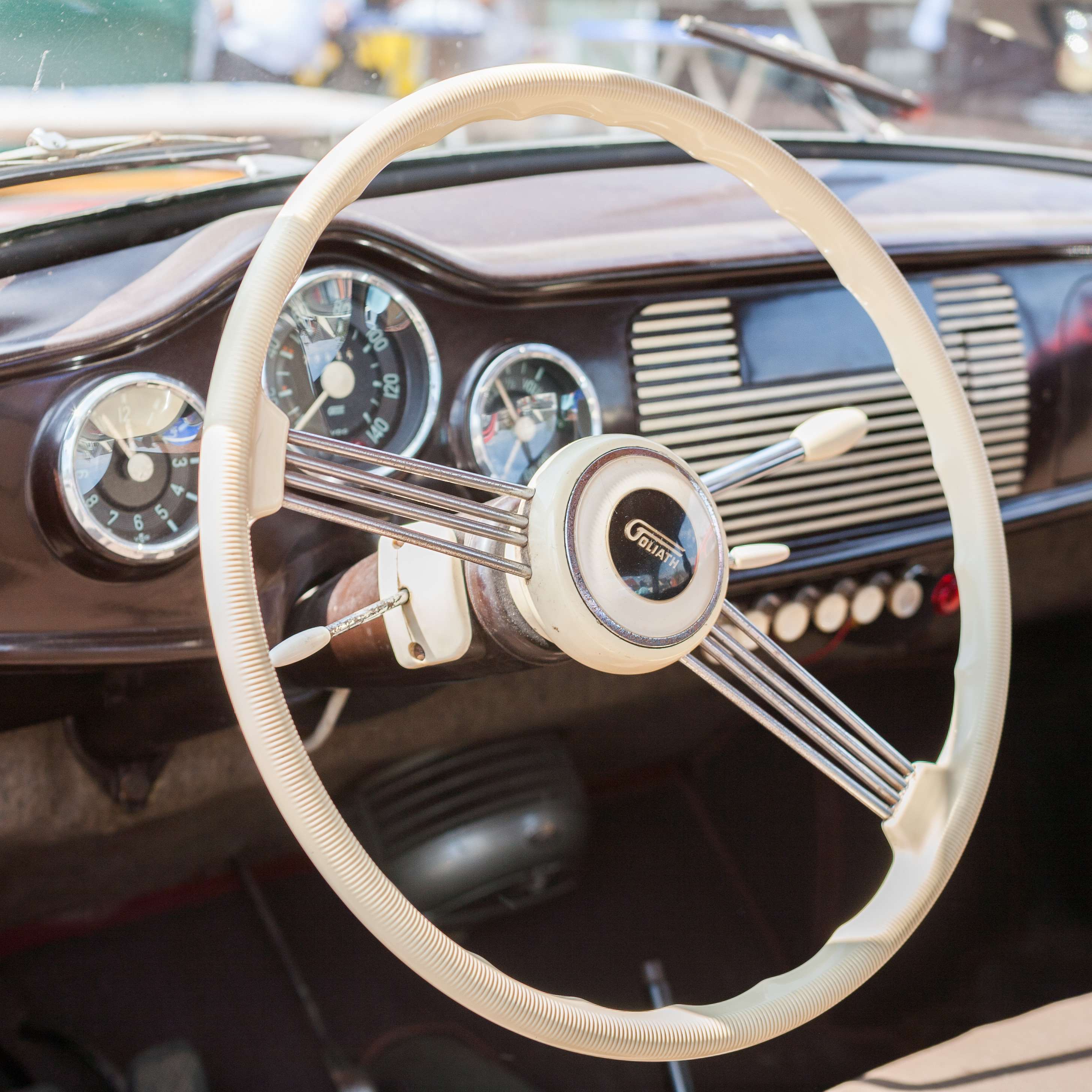

Невеликий Goliath вперше з'явився на Женевському автосалоні в березні 1950 року. До Франкфуртського автосалону в квітні 1951 року він отримав назву, під якою згодом продавався, та легкий дводверний брат-купе. Наступного року модельний ряд доповнили версія кабріолета у кузові седан та невеликий універсал.

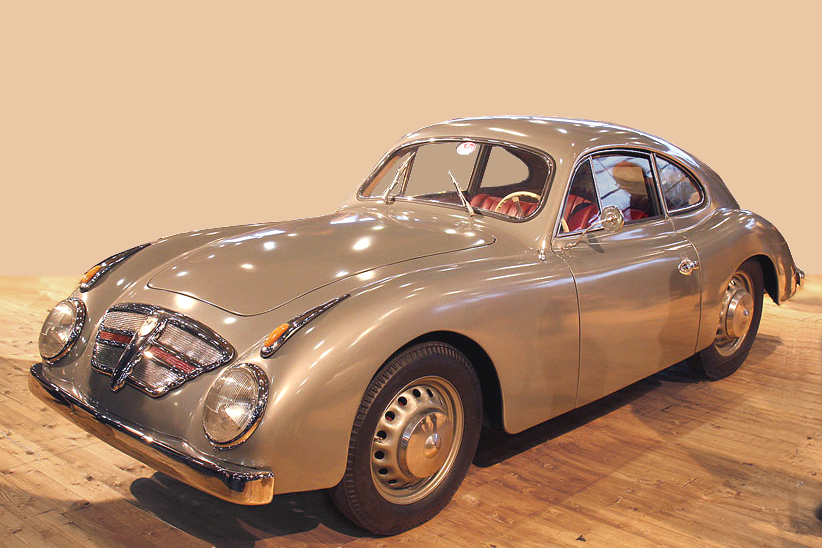
Goliath GP 700 Sport-Coupé

Протягом свого існування модель зазнала різних модифікацій та модернізацій. Серед найбільш значних з них була поява в 1955 році моделі GP 900 E з двигуном об'ємом 886 см3: зі збільшенням заявленої потужності на 38% нова модель пропонувала корисну перевагу в продуктивності порівняно з GP700 скромної потужності, виробництво якого, тим не менш, продовжувалося.
Кузов та рівень оснащення також поступово змінювалися протягом життєвого циклу моделі. У 1952 році автомобіль отримав обігрівач, а розмір заднього скла було збільшено.
Загалом Goliath випустив 36 496 GP 700 та 8 142 GP 900.
Goliath 1100, представлений у 1957 році, є суттєво оновленим продовженням моделі GP700, але він також являє собою значний крок у вищий сегмент ринку з більшим чотиритактним чотирициліндровим двигуном, випереджаючи майже на десятиліття перехід інших членів клубу двотактних двигунів від двотактних силових установок.

## Революційні технології
Трикомпонентний дизайн GP700 Ponton відображав силует Borgward Hansa 1500, представленого роком раніше. Десять років по тому автомобіль формату ponton став мейнстрімом, але в 1950 році, коли Opel та Mercedes Benz все ще продавали автомобілі з дизайном, що датується 1930-ми роками, дизайн Goliath був сміливим та інноваційним. Крила були повністю інтегровані в кузов, а пасажирський салон займав усю ширину автомобіля. Volkswagen наслідував цей приклад лише в 1961 році.
Ще одним аспектом автомобіля, повне значення якого стало очевидним лише після того, як його перейняли інші виробники, був його передньо розташований двигун, встановлений поперечно разом з коробкою передач, яка приводила в рух передні колеса. Таким чином, стало можливим рекламувати автомобіль як п'ятимісний, хоча колісна база становила лише 2,3 метра.
GP700 Sport з'явився в 1952 році з системою впорскування палива Bosch. Модель Sport випускалася лише в дуже обмеженій кількості, але невдовзі після цього система впорскування палива також стала доступною на седані GP700 (позначеному як GP700 E: E розшифровується як «Einspritzung») як альтернатива версії з карбюратором. Коли з'явився GP900 E з більшим двигуном, він був доступний лише з системою впорскування палива Bosch. Це особливість Голіафа, яка була прийнята в автомобільній промисловості протягом решти двадцятого століття: однак, GP700 E з впорскуванням палива з'явився за п'ять років до Mercedes-Benz 300SL з впорскуванням палива.
Ще однією інновацією, доступною з 1952 року на GP700 і яка згодом стала мейнстрімом, була повністю синхронізована чотириступінчаста коробка передач.

## Двигуни
- 688 см3 І2 2-тактний 25,5 к.с. (GP 700)
- 688 см3 І2 2-тактний 29 к.с. (GP 700 E)
- 886 см3 І2 2-тактний 38 к.с. (GP 900)
- 886 см3 І2 2-тактний 40 к.с. (GP 900 E)
- 845 см3 І2 2-тактний 32 к.с. (GP 700 Sport)